# One Wild Oat
One Wild Oat è un film britannico del 1951, diretto da Charles Saunders.
In questo film l'attrice Audrey Hepburn interpreta il ruolo minore di una centralinista. Fu la sua prima apparizione cinematografica.

## Trama
L'avvocato Humphrey Proudfoot tenta di contrastare l'infatuazione di sua figlia per un noto donnaiolo, rivelandole il suo passato. Il tentativo gli si ritorce contro, quando il padre del giovane minaccia l'avvocato di rivelare a tutti il suo oscuro passato.